# Центральная борозда
Центральная борозда (лат. sulcus centralis cerebri), так же известная как роландова борозда (лат. sulcus Rolandi, в честь описавшего её итальянского анатома Луиджи Роландо) — крупная борозда коры больших полушарий, отделяющая лобную долю от теменной доли. Проходит по верхнему краю полушария несколько кзади от середины его протяжения, немного заходит и на медиальную его поверхность. По латеральной поверхности тянется вниз и вперед, немного не доходя внизу до латеральной борозды.
Центральная борозда отделяет первичную моторную кору от первичной соматосенсорной коры.

## Морфология и клиническое значение
Центральная борозда появляется у плода на пятом или шестом месяце эмбрионального развития.
Обнаружена левосторонняя асимметрия глубины центральной борозды в её верхней части у мужчин-правшей и в её средней части у женщин-правшей. При этом с возрастом асимметрия центральной борозды в левом полушарии у мужчин возрастает. У музыкантов-клавишников мужского пола асимметрия правой и левой центральной борозды менее выражена, чем у контрольной группы мужчин, не занимавшихся музыкой. Вероятно, это связано с тем, что музыканты-клавишники активно используют обе руки, а не только ведущую руку. Как минимум у мужчин симметрия глубины центральной борозды в правом и левом полушариях связана с пластичностью, обусловленной полученным опытом и тренировками.
У детей с синдромом дефицита внимания и гиперактивности (СДВГ) средняя и максимальная глубина центральной борозды, а также средняя плотность коры в зоне центральной борозды в обоих полушариях была существенно выше, чем в контрольной группе здоровых детей. Установлено, что аномалии в морфологии центральной борозды, которые связывают со структурными изменениями в моторной коре, влияют на клинические проявления СДВГ.

## Дополнительные изображения

Положение центральной борозды (отмечена красным)
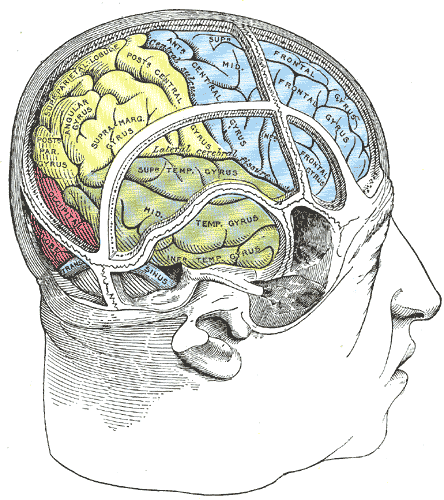
Положение структур мозга в голове. Центральная борозда отделяет теменную долю (отмечена жёлтым) от лобной (отмечена голубым)
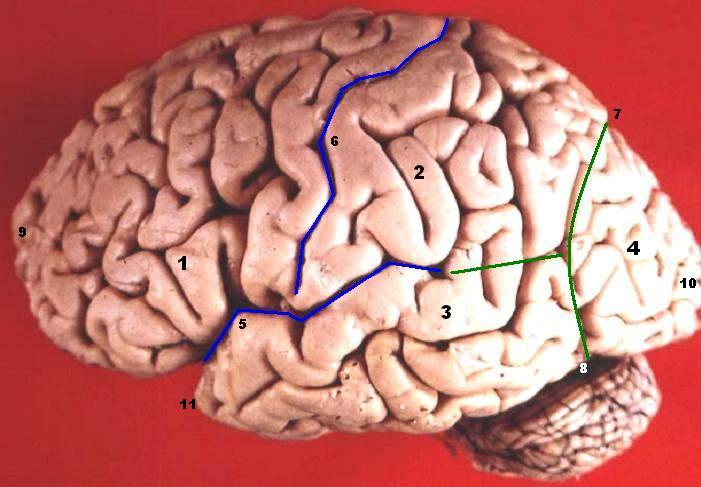
Латеральная поверхность левого полушария. Центральная борозда отмечена цифрой 6
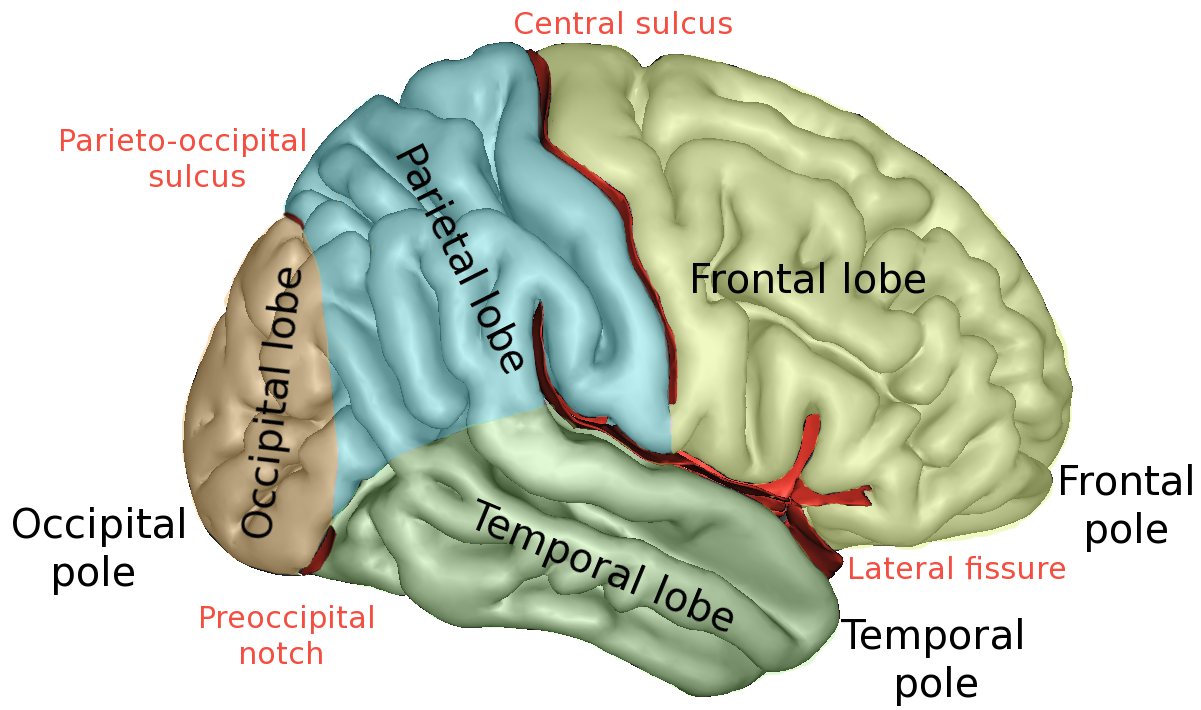
Латеральная поверхность правого полушария. Центральная борозда — в центре, отмечена красным
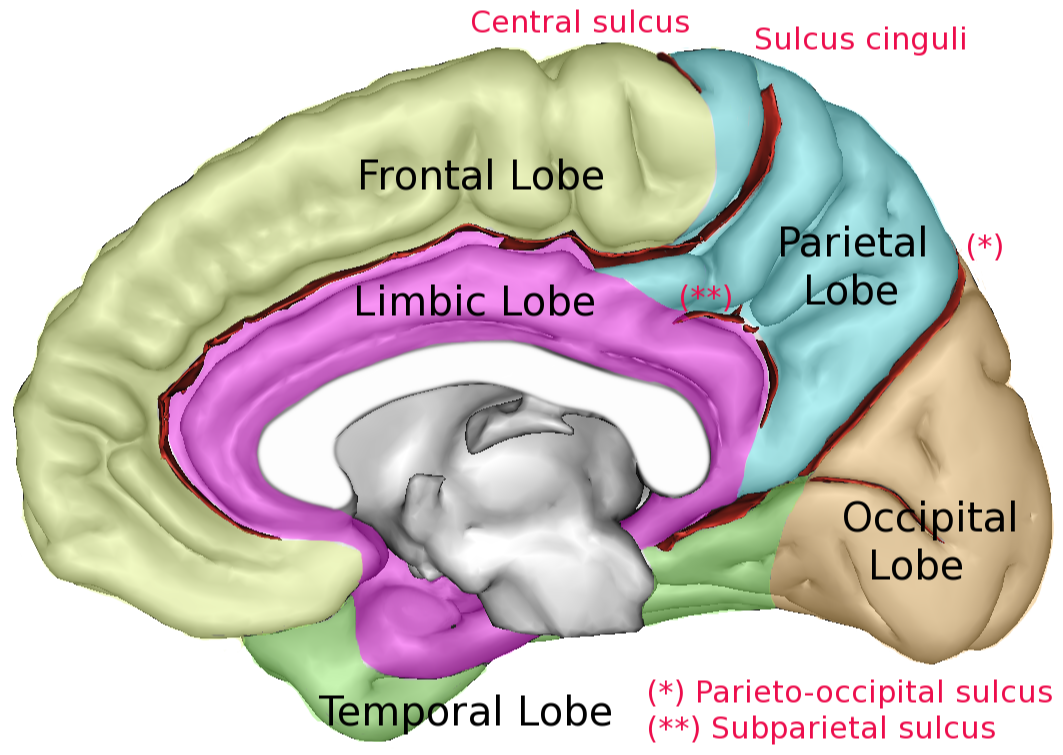
Медиальная поверхность полушарий
- Видеоролик с препарированием конечного мозга, демонстрация центральной борозды левого полушария